# Teatro dei Concordi (Campiglia Marittima)
Il Teatro dei Concordi è il teatro comunale di Campiglia Marittima.

## Storia e descrizione
Costruito per iniziativa di alcuni notabili di Campiglia su progetto dell'ingegner Francesco Fedi il nuovo teatro venne inaugurato il 26 dicembre 1867: presentava una sala a pianta ellittica con tre ordini di palchi ed era in grado di ospitare 600 spettatori.
Il teatro cessò l'attività nel 1929 e riaprì nel 1938 dopo essere stato adattato a cinema. L'attività cinematografica fu potenziata anche nel secondo dopoguerra quando, a causa delle pessime condizioni generali, l'Accademia decise di vendere l'immobile a privati.
Dopo una consistente ristrutturazione avvenuta nel 1964, nel corso della quale le caratteristiche originarie sono state modificate con la soppressione del golfo mistico e del proscenio a favore della realizzazione di nuovi palchetti, e dopo aver anche corso il rischio di essere distrutto per destinare lo spazio a civili abitazioni, nel 1974 è stato acquistato dal Comune.
All'inizio degli anni ottanta l'Amministrazione Comunale ha dovuto così avviare un consistente programma di adeguamento e ristrutturazione che ha portato alla riapertura nell'aprile del 1990. La gestione e la programmazione teatrale è affidata attualmente all'associazione Teatro dell'Aglio.